# ヒラキストア
ヒラキストアは、富山県高岡市に本社を置くスーパーマーケットチェーンを経営する企業。株式会社。

## 概要
- 高岡市で食品スーパーマーケット「ヒラキストア」2店舗を展開している。
- 1962年に富山県西部初のスーパーマーケットとして開店した。
- 1990年から牛乳パック、1991年からトレイと、全国3番目の早さで店頭リサイクル回収をはじめている。

## 沿革
- 1960年 3月 有限会社ヒラキ酒食品ストア設立
- 1962年 3月 呉西初のスーパーマーケットオープン
- 1971年10月 大門店オープン
- 1977年 2月 株式会社ヒラキストアへ改組
- 1990年 6月 牛乳パック回収リサイクル運動開始
- 1991年 5月 大坪店オープン、本部を大門店より大坪店に移転
- 1998年 5月 野村中央店オープン
- 2013年10月 大坪店・野村中央店が富山県エコ・ストアに認定

## 周辺
- 国道8号線・富山高岡バイパス
- 高岡市民病院